# Johann Philipp Eysel

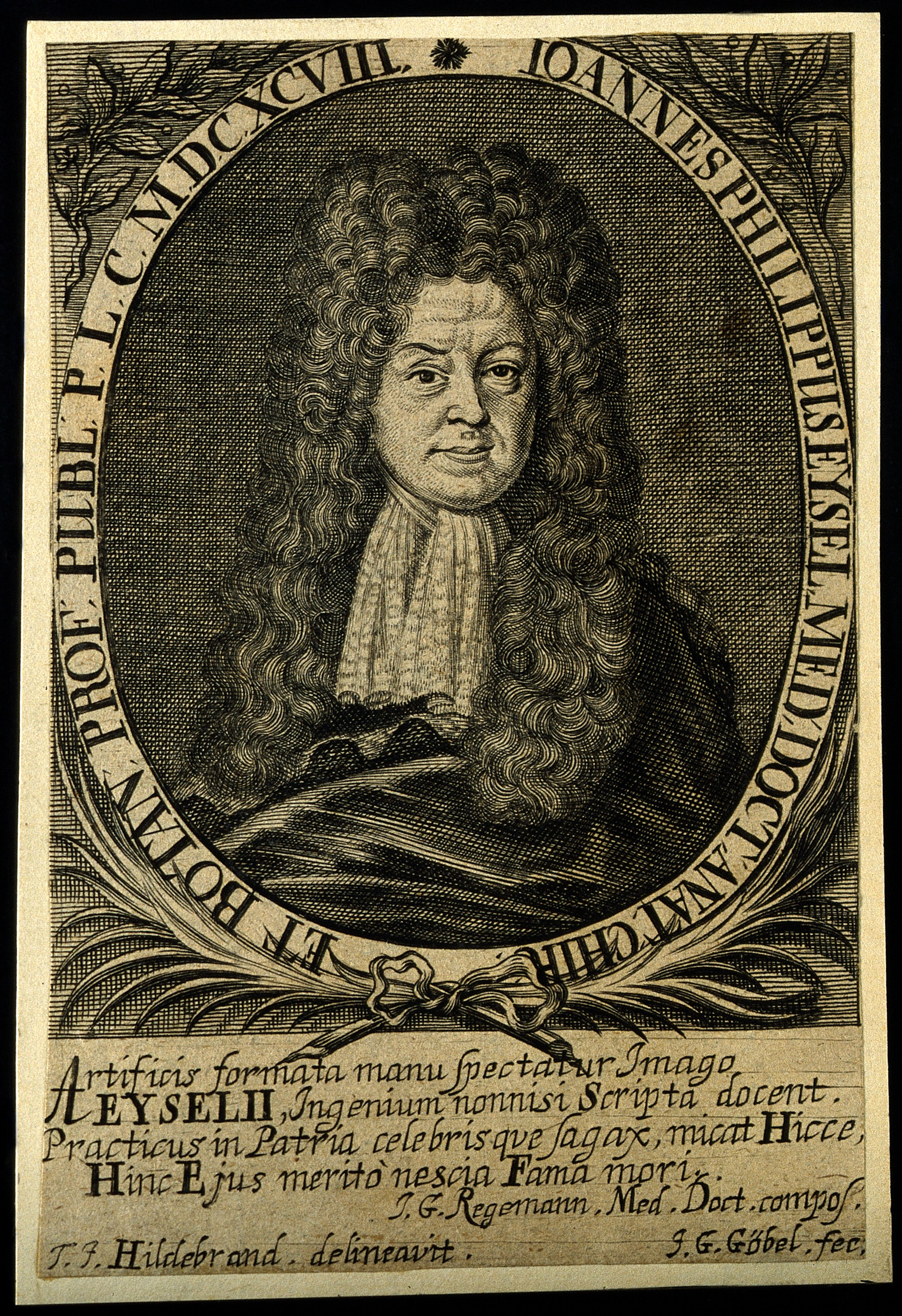
Johann Philipp Eysel

Johann Philipp Eysel (* 7. September 1651 in Erfurt; † 30. Juni 1717 ebenda) war ein deutscher Arzt, Botaniker, Hochschullehrer und Schriftsteller sowie Mitglied der „Gelehrtenakademie Leopoldina“.
Johann Philipp Eysel wurde als Sohn des Ev. Theologen, Pfarrers und Gymnasiallehrers Andreas Eysel (1631–1683) geboren. Johann Philipp Eysel studierte in Erfurt und Jena. 1680 wurde er Stadtphysicus in Borken (Westfalen). Danach wurde er zunächst außerordentlicher, dann ordentlicher Professor der Anatomie, Botanik und Chirurgie der Universität Erfurt. Später wurde er kaiserlicher „Poëta laureatus“.
Johann Philipp Eysel wurde am 7. März 1715 unter der Matrikel-Nr. 314 mit dem akademischen Beinamen PHILOXENUS I. als Mitglied in die Leopoldina aufgenommen.
Der Vater verstarb an der Pest.

## Publikationen
- Disputatio Circularis Medica De Cerevisia Erfurtensi, Univ.Bibl. Sachsen-Anhalt 1689.
- Diss. inaug. med. de furore uterino, oder Tobsucht der Weiber Digitalisat
- mit Georg Christoph Petri von Hartenfels: Disputatio Inauguralis Medica, Exhibens Prudentiam Medici In Indagandis Morborum Causis Digitalisat
- Das Zungen-Zipperlein
- De Febre Castrensi
- mit Johannes Bleeck, unter Mitwirkung von Petri von Hartenfels, Christoph von Hellwig, Johann Heinrich Grosch: Disputatio Inauguralis Botanica, Agens De Betonica, Braun Betonien-Kraut, Erfurt 1716.